# Нова Пецина
Нова Пецина (пол. Nowa Pecyna) — село в Польщі, у гміні Длуґосьодло Вишковського повіту Мазовецького воєводства.
Населення — 79 осіб (2011).
У 1975-1998 роках село належало до Остроленцького воєводства.

## Демографія
Демографічна структура станом на 31 березня 2011 року:
|          | Загалом | Допрацездатний вік | Працездатний вік | Постпрацездатний вік |
| -------- | ------- | ------------------ | ---------------- | -------------------- |
| Чоловіки | 43      | 10                 | 26               | 7                    |
| Жінки    | 36      | 5                  | 18               | 13                   |
| Разом    | 79      | 15                 | 44               | 20                   |